# سام كينيدي (لاعب كرة قدم)
سام كينيدي (بالإنجليزية: Sam Kennedy)‏ (1899 بغلاسكو في المملكة المتحدة - ) هو لاعب كرة قدم بريطاني (وحمل سابقاً جنسية المملكة المتحدة لبريطانيا العظمى وأيرلندا) في مركز الهجوم. لعب مع فول ريفر ماركسمين ونادي فالكيرك ونيو بيدفورد ويلرز ونادي كلايد وPawtucket Rangers ‏.